# Cedar Fair
Cedar Fair är namnet på ett amerikanskt företag (master limited partnership), noterat på New York Stock Exchange (förkortning: FUN), som driver flera nöjes- och vattenparker.
Företagets ursprungspark är Cedar Point i Sandusky, Ohio.

## Lista över Cedar Fairs parker
| Namn                            | Plats                          | Öppningsår | Förvärvsår | Noter       |
| ------------------------------- | ------------------------------ | ---------- | ---------- | ----------- |
| California's Great America      | Santa Clara, Kalifornien, USA  | 1976       | 2006       | [ 2 ] [ 3 ] |
| Canada's Wonderland             | Vaughan, Ontario, Kanada       | 1981       | 2006       | [ 2 ] [ 3 ] |
| Carowinds                       | Charlotte, North Carolina, USA | 1973       | 2006       | [ 2 ] [ 3 ] |
| Cedar Point                     | Sandusky, Ohio, USA            | 1870       | –          | [ 2 ] [ 3 ] |
| Dorney Park & Wildwater Kingdom | Allentown, Pennsylvania        | 1884       | 1992       | [ 2 ] [ 3 ] |
| Kings Dominion                  | Doswell, Virginia, USA         | 1975       | 2006       | [ 2 ] [ 3 ] |
| Kings Island                    | Mason, Ohio, USA               | 1972       | 2006       | [ 2 ] [ 3 ] |
| Knott's Berry Farm              | Buena Park, Kalifornien, USA   | 1920       | 1997       | [ 2 ] [ 3 ] |
| Michigan's Adventure            | Muskegon, Michigan, USA        | 1956       | 2001       | [ 2 ] [ 3 ] |
| Valleyfair                      | Shakopee, Minnesota, USA       | 1976       | 1978       | [ 2 ] [ 3 ] |
| Worlds of Fun                   | Kansas City, Missouri, USA     | 1973       | 1995       | [ 2 ] [ 3 ] |